# Паруро
Паруро (исп. Paruro, кечуа Paruru) — город на юго-востоке центральной части Перу. Административный центр одноимённой провинции в регионе Куско. Расположен на высоте 3 051 м над уровнем моря. Население города по данным переписи 2005 года составляет 1750 человек; данные на 2010 год говорят о населении 1791 человек.